# Саксонська академія наук
Саксонська академія наук і гуманітарних наук у Лейпцигу ( нім. Sächsische Akademie der Wissenschaften zu Leipzig   ) — інститут, заснований у 1846 році під назвою Королівське саксонське товариство наук ( нім. Königlich Sächsische Gesellschaft der Wissenschaften   ). 

## Відомі члени
- Еберхард Акеркнехт
- Курт Аланд
- Аннет Бек-Зіккінгер
- Вальтер Боте
- Олександр Картельєрі
- Джеймс Чедвік
- Отто Клемен
- Бернард Комрі
- Пітер Дебай
- Йоганн Пауль фон Фалькенштейн
- Теодор Фрінгс
- Горст Фурманн
- Бернхард Гензель
- Вернер Гейзенберг
- Густав Герц
- Арчибальд Вівіан Хілл
- Куно Гофмейстер
- Ернст Йоест
- Елізабет Карг-Гастерштедт
- Йорг Кергер
- Герман Кольбе
- Фотейні Колову
- Вальтер Кеніг
- Герман Август Корф
- Гельмут Крецшмар
- Август Крог
- Крістоф Круммахер
- Урсула Лер
- Фолькер Леппін
- Рольф Лібервірт
- Хайнер Люк
- Генріх Магіріус
- Карл Маннсфельд
- Теодор Моммзен
- Август Фердинанд Мебіус
- Карл Александр Мюллер
- Альбрехт Нойберт
- Вільгельм Оствальд
- Хайнц Пенцлін
- Макс Планк
- Манфред Рудерсдорф
- Гертруда Шубарт-Фікеншер
- Ернст Шуберт
- Манфред Шуберт
- Корнеліус Вайс
- Карл Фрідріх фон Вайцзекер
- Паула Гертвіг (1889–1983), німецький біолог, політик
- Макс Планк (1858–1947), німецький фізик
- Отто Фосслер (1902−1987), історик

## Зовнішні посилання
- Офіційний сайт
- Бібліографія. Саксонська академія наук // Німецька національна бібліотека